# 40. п. н. е.

## Догађаји
- Октавијан, Марко Антоније и Лепид у Брундизијуму склапају споразум којим је потврђен Други тријумвират, али су и прецизиране територијалне сфере утицаја међу тријумвирима − Антонију је потврђена власт над источним провинцијама Римске републике, Лепид добија власт над Африком и Хиспанијом, а Октавијану је преостала власт над Италијом, Галијом и Илириком. Река Дрим је одређена као граница Илирика и Македоније, односног римског запада и римског истока. Октавијану је такође признато право да користи титулу „император Цезар”. Настојећи да цементира савез са Антонијем, Октавијан уговор његово венчање са својом сестром Октавијом.